# Южноглацкий диалект
Южноглацкий диалект (нем. Südglätzisch, Oberdörfisch)  — силезский диалект (глацкий) восточносредненемецкой диалектной области немецкого языка. Распространён в польском городе Быстшица-Клодзкая, на севере Орлицких гор, а также в окрестностях чешских городов Кралики и Есеник на границе с Моравией.
Характерные лексические и фонетические особенности южноглацкого диалекта и его отличия от североглацкого приведены в таблице.
| Немецкий      | Североглацкий     | Южноглацкий       |
| ------------- | ----------------- | ----------------- |
| allein        | allääne           | alleine           |
| ausgezogen    | ausgezään         | ausgezoin         |
| er hat gesagt | a hoot gesäät     | a hoot gesoit     |
| Häuschen      | Häusla            | Hoisla            |
| Heimat        | Häämte            | Haimte [haʔi:mtə] |
| kleines       | kläänes           | klaines           |
| kleiner Wagen | kläänes Wäänla    | klaines Woinla    |
| Steine        | Stääne            | Staine            |
| am Wege       | om Wääche (Wääje) | om Waiche (Waija) |